# Laurent Porchier
Laurent Porchier, né le 27 juin 1968 à Bourg-de-Péage, est un rameur français. Membre de l'Aviron Romanais-Péageois, il a notamment été champion olympique en quatre sans barreur en 2000, et champion du monde en huit en 2001.
Il met un terme à sa carrière sportive, ne parvenant plus à atteindre son niveau d'avant, à la suite d'un accident de la circulation en 2001.

## Palmarès
- Jeux olympiques d'été
  -  Médaille d'or du quatre sans barreur léger aux Jeux olympiques d'été de 2000

- Championnats du monde
  -  Médaille d'argent du quatre de Couple poids légers en 1990
  -  Médaille de bronze du quatre de Couple poids légers en 1991
  -  Médaille d'argent du quatre sans barreur poids légers en 1997
  -  Médaille d'argent du quatre sans barreur poids légers en 1998
  -  Médaille de bronze du quatre sans barreur poids légers en 1999
  -  Médaille d'or du huit de pointe avec barreur homme poids léger en 2001
  -  Médaille de bronze du quatre sans barreur poids légers en 2001

- Championnats de France 
  -  Médaille d'or du quatre barré toutes catégories en 1996
  -  Médaille d'argent du deux poids léger en 1996
  -  Médaille d'or du deux sans barreur poids léger en 1997
  -  Médaille d'or du deux sans barreur poids léger en 1998
  -  Médaille d'or du deux sans barreur poids léger en 1999
  -  Médaille d'or du quatre barré en 1999
  -  Médaille d'or du deux sans barreur poids léger en 2000
  -  Médaille d'argent du quatre barré en 2000

- Autres
  -  Médaille d'or aux Jeux Méditerranéens en 1997
  - 1er à la coupe de France en huit avec barreur en 1998
  - 2e à la coupe de France en huit avec barreur en 1999
  - 2e à la coupe du monde en 2000
  - 1er à la coupe du monde en 2001